# Correspondance de Friedrich Nietzsche

## Principaux correspondants
Source : Correspondance, édition Gallimard, 1986-2023.

### Famille
| Prénom(s)                 | Nom       | Dates (naiss.-décès) | Parenté                 | Nombre de lettres | Première lettre | Dernière lettre |
| ------------------------- | --------- | -------------------- | ----------------------- | ----------------- | --------------- | --------------- |
| Franziska                 | Nietzsche | (1826-1897)          | mère                    | +324,             | 1850            | 1888            |
| Elisabeth                 | Nietzsche | (1854-1896)          | sœur                    | +197,             | 1856            | 1885            |
| Franziska et Elisabeth    | Nietzsche | voir plus haut       |                         | +254,             | 1854            | 1882            |
| Elisabeth                 | Förster   | voir plus haut       |                         | +022,             | 1885            | 1888            |
| Bernhard                  | Förster   | (1843-1889)          | beau-frère              | +002,             | 1885            | 1886            |
| Elisabeth et Bernhard     | Förster   | voir plus haut       |                         | +005,             | 1885            | 1886            |
| Erdmuthe                  | Nietzsche | (1778-1856)          | grand-mère              | +002,             | 1850            | 1850            |
| Rosalie                   | Nietzsche | (1811-1867)          | tante                   | +020,             | 1858            | 1866            |
| Edmund                    | Oehler    | (1832-1891)          | oncle                   | +006,             | 1855            | 1866            |
| Oscar                     | Oehler    | (1839-1901)          | oncle                   | +004,             | 1869            | 1875            |
| David Ernst               | Oehler    | (1787-1859)          | grand-père              | +001,             | 1858            | 1858            |
| Wilhelmine                | Oehler    | (1794-1876)          | grand-mère              | +003,             | 1869            | 1870            |
| David Ernst et Wilhelmine | Oehler    | voir plus haut       |                         | +001,             | 1857            | 1857            |
| Friederike                | Daechsel  | (1793-1873)          | demi-sœur du père       | +002,             | 1865            | 1866            |
| Bernhard                  | Daechsel  | (1823-1888)          | beau-fils de Friederike | +001,             | 1886            | 1886            |

### Hors famille
Cette section présente les correspondants de Nietzsche, en dehors de sa famille, rangés en fonction du nombre de lettres que leur a adressées Nietzsche.
- Au moins 5 lettres : voir tableau ci-dessous.
- 4 lettres : Wilhelm Engelmann, Emma Guerrieri-Gonzaga, Gottfried Keller, Gustav Krug et Wilhelm Kinder, Hermann Levi, Oscar Fehler, Heinrich Romundt, Hippolyte Taine.
- 3 lettres : Ruggero Bonghi, Jean Bourdeau, Otto Eiser, Emil Heckel, Friedrich August Hegar, Andreas Heusler, Eugen Kretzer, Carl Riedel, Diederich Volkmann. Et Catulle Mendès (1 BF et deux brouillons) ;
- 2 lettres : 29 correspondants.
- 1 lettre : 83 correspondants. Notamment : « Aux illustres Polonais » (1 BF) ; Umberto Ier, roi d’Italie (1 BF) ; cardinal Mariani (1 BF).

| Prénom                  | Nom                      | Dates (naiss.-décès) | Nombre de lettres | Première lettre | Dernière lettre | Billets de la folie janvier 1889 |
| ----------------------- | ------------------------ | -------------------- | ----------------- | --------------- | --------------- | -------------------------------- |
| Heinrich                | Köselitz (ou Peter Gast) | (1854-1918)          | +283,             | 1876            | 1889            | dont 1 BF                        |
| Franz                   | Overbeck                 | (1837-1905)          | +239,             | 1871            | 1889            | dont 1 BF                        |
| Erwin                   | Rohde                    | (1845-1898)          | +126,             | 1867            | 1889            | dont 1 BF                        |
| Ernst                   | Schmeitzner              | (1851-1895)          | +105,             | 1874            | 1886            |                                  |
| Robert                  | Buddensieg               |                      | +096,             | 1858            | 1861            |                                  |
| Carl                    | Gersdorff (von)          | (1844-1904)          | +095,             | 1865            | 1887            |                                  |
| Constantin Georg        | Naumann                  | (1842-1911)          | +080,             | 1884            | 1889            |                                  |
| Hermann                 | Kletschke                |                      | +065,             | 1863            | 1864            |                                  |
| Ernst Wilhelm           | Fritzsch                 | (1840-1902)          | +060,             | 1871            | 1888            |                                  |
| Malwida                 | Meysenbug (von)          | (1816-1903)          | +058,             | 1871            | 1889            | dont 1 BF                        |
| Marie                   | Baumgartner              | (1831-1897)          | +047,             | 1874            | 1883            |                                  |
| Paul                    | Rée                      | (1849-1901)          | +044,             | 1875            | 1882            |                                  |
| Friedrich               | Ritschl                  | (1806-1876)          | +043,             | 1866            | 1876            |                                  |
| Paul                    | Deussen                  | (1845-1919)          | +039,             | 1864            | 1889            | dont 1 BF                        |
| Max                     | Heinze                   |                      | +038,             | 1861            | 1886            |                                  |
| Lou                     | Salomé (von)             | (1861-1937)          | +034,             | 1882            | 1883            |                                  |
| Carl                    | Fuchs                    | (1838-1922)          | +028,             | 1873            | 1888            |                                  |
| Wilhelm                 | Pinder                   |                      | +027,             | 1857            | 1873            |                                  |
| Gustav                  | Krug                     |                      | +025,             | 1856            | 1887            |                                  |
| Reinhart                | Seydlitz (von)           | (1850-1931)          | +024,             | 1876            | 1888            |                                  |
| Richard                 | Wagner                   | (1813-1883)          | +024,             | 1869            | 1876            |                                  |
| Cosima                  | Wagner                   | (1837-1930)          | +016,             | 1872            | 1889            | dont 4 BF                        |
| Hermann                 | Mushacke                 | (1845-1906)          | +015,             | 1865            | 1869            |                                  |
| Wilhelm                 | Vischer                  | (1808-1874)          | +015,             | 1869            | 1874            |                                  |
| Meta                    | Salis (von)              | (1855-1929)          | +014,             | 1884            | 1889            | dont 1 BF                        |
| Georg                   | Brandes                  | (1842-1927)          | +013,             | 1887            | 1889            | dont 1 BF                        |
| Carl                    | Spitteler                | (1845-1924)          | +013,             | 1887            | 1889            | dont 1 BF                        |
| Hans                    | Bülow (von)              | (1830-1894)          | +011,             | 1871            | 1889            | dont 1 BF                        |
| Ida                     | Overbeck                 | (1848-1933)          | +011,             | 1879            | 1883            |                                  |
| Emily                   | Fynn                     |                      | +009,             | 1885            | 1888            |                                  |
| Resa                    | Schirnhofer (von)        | (1855-1948)          | +009,             | 1884            | 1888            |                                  |
| Heinrich                | Stein (von)              | (1857-1887)          | +009,             | 1882            | 1885            |                                  |
| Paul (ou Paul Heinrich) | Widemann                 | (1851-1928)          | +009,             | 1876            | 1886            |                                  |
| Ferdinand               | Avenarius                | (1856-1923)          | +008,             | 1887            | 1888            |                                  |
| Jacob                   | Burckhardt               | (1818-1897)          | +008,             | 1882            | 1889            | dont 2 BF                        |
| Hermann                 | Credner                  | (1818-1897)          | +008,             | 1886            | 1888            |                                  |
| Louise                  | Ott                      | (1850-1918)          | +007,             | 1876            | 1882            |                                  |
| Ernst Julius            | Kürbitz                  |                      | +006,             | 1887            | 1888            |                                  |
| Paul                    | Lanzky                   |                      | +006,             | 1883            | 1886            |                                  |
| Hugo                    | Senge (von)              |                      | +006,             | 1872            | 1877            |                                  |
| August                  | Strindberg               | (1849-1912)          | +006,             | 1888            | 1889            | dont 1 BF                        |
| Josef Viktor            | Widmann                  | (1842-1911)          | +006,             | 1887            | 1888            |                                  |
| Friedric Viktor         | Zarncke                  |                      | +006,             | 1887            | 1888            |                                  |
| Carl                    | Burckhardt               |                      | +005,             | 1876            | 1879            |                                  |
| Louis                   | Kelterborn               |                      | +005,             | 1875            | 1880            |                                  |
| Sophie                  | Ritschl                  |                      | +005,             | 1868            | 1877            |                                  |

## Éditions en français
La correspondance de Nietzsche a fait l'objet, en langue française, des éditions partielles suivantes :
- Nietzsche, Lettres à Peter Gast, éditions du Rocher, 1957. Deux tomes : tome premier, introduction et notes par André Schaeffner ; tome second, Lettres à Peter Gast traduites par Louise Servicen. Comprend 278 lettres de Nietzsche à Peter Gast (Heinrich Köselitz), entre le 27 mai 1876 et le 4 janvier 1889.
- Nietzsche, Lettres choisies, choix et présentation de Marc de Launay, textes établis par Giorgio Colli et Mazzino Montinari, traductions d'Henri-Alexis Baatsch, Jean Bréjoux, Maurice de Gandillac et Marc de Launay, folio classique n° 4791, Gallimard, 2008. Contient 135 lettres de Nietzsche.  (ISBN 978-2-07-033917-4).
- Nietzsche, Lettres choisies, traduites et réunies par Alexandre Vialatte, Gallimard, 1937. Contient 147 lettres de Nietzsche.
- Friedrich Nietzsche, Paul Rée, Lou von Salomé, Correspondance, édition établie par Ernst Pfeiffer à partir d'un travail en commun effectué jadis par Karl Schlechta et Erhart Thierbach, traduit de l'allemand par Ole Hansen-Løve et Jean Lacoste, Perspectives critiques, Presses universitaires de France, 1979,  (ISBN 2 13 035889 6).
- Friedrich Nietzsche, Dernières Lettres, préface de Jean-Michel Rey, traduit de l'allemand par Catherine Perret, Petite Bibliothèque, Éditions Rivages, 1989. Contient 58 lettres de Nietzsche, du 14 avril 1887 au 6 janvier 1889.  (ISBN 2-86930-282-7).
- Cosima Wagner-Friedrich Nietzsche, Lettres, traduites de l'allemand par Stefan Kaempfer et précédées d'un essai de Marc Sautet « Les Femmes de Nietzsche », collection « Amor fati », le cherche midi éditeur, 1995.  (ISBN 2-86274-389-5).
- Friedrich Nietzsche, Correspondance avec Malwida von Meysenbug, traduit de l'allemand, annoté et présenté par Ludovic Frère, Allia, octobre 2005.  (ISBN 2-84485-200-9). Contient 123 lettres échangées entre Nietzsche et Malwida von Meysenbug.
- Georg Brandes, Nietzsche, L’Arche, 2006,  (ISBN 2-85181-631-4). Contient 12 lettres de Nietzsche à Georg Brandes.
- Friedrich Nietzsche, Correspondance, textes établis par Giorgio Colli et Mazzino Montinari, traduction en français, 1986-2023, Gallimard. Contient 2853 lettres de Nietzsche.
  - Tome I, juin 1850 - avril 1869, traduction d'Henri-Alexis Baatsch, Jean Bréjoux et Maurice de Gandillac, 1986. Contient 634 lettres de Nietzsche.  (ISBN 2-07-070594-3).
  - Tome II, avril 1869 - décembre 1874, traduction de Jean Bréjoux et Maurice de Gandillac, 1986. Contient 414 lettres de Nietzsche.  (ISBN 2-07-070595-1).
  - Tome III, janvier 1875 - décembre 1879, traductions et notes sous la responsabilité de Jean Lacoste, 2008. Contient 519 lettres de Nietzsche (no 412 à no 922).  (ISBN 978-2-07-012040-6).
  - Tome IV, janvier 1880 - décembre 1884, traductions et notes sous la responsabilité de Jean Lacoste, 2015. Contient 579 lettres de Nietzsche.  (ISBN 978-2-07-012623-1).
  - Tome V, janvier 1885 - décembre 1886, traductions et notes sous la responsabilité de Jean Lacoste, 2019. Contient 222 lettres de Nietzsche.  (ISBN 978-2-07-277209-2)
  - Tome VI,  janvier 1887 - janvier 1889, trad. de l'allemand et annotations de Jean Lacoste, 2023. Contient 485 lettres de Nietzsche.  (ISBN 978-2-07-285238-1)
- Friedrich Nietzsche, Dernières Lettres. Hiver 1887-hiver 1889. De La volonté de puissance à L'Antichrist, présentation, traduction et notes de Yannick Souladié, collection Le Philosophe, Paris, Éditions Manucius, 2011, 270 pages. Contient 174 lettres choisies parmi les 488 connues que Nietzsche écrivit entre le 1er janvier 1887 et le 4 ou 5 janvier 1889, notamment l'intégralité des lettres de Nietzsche à Ferdinand Avenarius, Jean Bourdeau, Georg Brandes, Carl Spitteler, August Strindberg, Hippolyte Taine, Helen Zimmern et des "Billets de la folie".  (ISBN 978-2-84578-126-9)
- Marc Crépon (dir.), Nietzsche, coll. Les Cahiers de l'Herne, Éditions de l'Herne, 2000, 2005 ; « choix de lettres », traduites par Michèle Cohen-Halimi et Marc de Launay, p. 36-46 ; « lettres de rupture », traduites par Max Marcuzzi, p. 47-49.
- Friedrich Nietzsche et Richard Wagner, Correspondance Nietzsche - Wagner, traduction par Hans Hildenbrand, présentée par Pierre Héber-Suffrin, Paris, éditions Kimé, 2018.  (ISBN 978-2-84174-877-8)

## Billets de la folie
- Franziska Nietzsche (de), Lettres de Franziska Nietzsche à Franz Overbeck précédées des Billets de la folie de Friedrich Nietzsche (Trad. Guillaume Ollendorff), Paris, Bouquins, coll. « Document », 2023, 368 p. (ISBN 978-2-382-92427-3) (pour les Billets, p. 15 à 26).
- Lire les billets de la folie sur wikisource.